# Проблем слепог путника
У економији, проблем слепог путника (енгл. free-rider problem) је врста тржишног неуспеха до којег долази када они који имају користи од ресурса, јавних добара и заједничких ресурса не плаћају за њих или их недовољно плаћају. Слепи путници могу прекомерно користити заједничке ресурсе тако што не плаћају за њих, ни директно кроз накнаде или путарине, ни индиректно кроз порезе. Сходно томе, заједнички ресурс може бити недовољно произведен, прекомерно искоришћен или деградиран. Поред тога, упркос доказима да људи теже да буду кооперативни по природи (просоцијално понашање), показало се да присуство слепих путника узрокује погоршање сарадње, чиме се проблем слепог путника одржава.}}
У друштвеним наукама, проблем слепог путника је питање како ограничити појаву слепих путника и њене негативне ефекте у ситуацијама, као што је проблем када својинска права нису јасно дефинисана и наметнута. Проблем слепог путника је уобичајен код јавних добара која су неискључива и неривалска Неискључивост и неривалство јавних добара резултирају тиме што постоји мали подстицај за потрошаче да доприносе заједничком ресурсу, јер уживају у његовим предностима.
Слепи путник може уживати у неискључивом и неривалском добру, као што је систем путева који обезбеђује влада, без доприноса за његово плаћање. Други пример је ако приморски град изгради светионик; бродови из многих региона и земаља ће имати користи од њега, иако не доприносе његовим трошковима, и тако се „бесплатно возе“ навигационим средством. Трећи пример неискључиве и неривалске потрошње била би гомила која гледа ватромет. Број гледалаца, без обзира да ли су платили за забаву или не, не умањује ватромет као ресурс. У сваком од ових примера, трошак искључивања оних који не плаћају био би превисок, док колективна потрошња ресурса не смањује количину која је доступна.
Иако је термин „слепи путник“ први пут употребљен у економској теорији јавних добара, слични концепти су примењени и у другим контекстима, укључујући колективно преговарање, антимонополско право, психологију, политичке науке и вакцине. На пример, неки појединци у тиму или заједници могу смањити свој допринос или учинак ако верују да један или више других чланова групе могу бити слепи путници.
Економски проблем слепог путника једнако је релевантан и у области глобалне политике, често представљајући изазове у међународној сарадњи и колективној акцији. У глобалној политици, државе се суочавају са сценаријима у којима одређени актери убирају користи од колективних добара или акција без сношења трошкова или доприноса напорима потребним за постизање ових заједничких циљева. Овај феномен ствара неравнотежу и омета кооперативне подухвате, посебно у решавању транснационалних изазова као што су климатске промене, глобална безбедност или хуманитарне кризе. На пример, у дискусијама о ублажавању климатских промена, земље са мањим доприносом емисијама гасова стаклене баште и даље могу имати користи од глобалних напора за смањење емисија, уживајући у стабилној клими без пропорционалног сношења трошкова смањења емисија. Ово ствара несклад између доприноса држава и њихових добитака, што доводи до изазова у преговорима и примени ефикасних међународних споразума. Манифестација економског проблема слепог путника у глобалној политици наглашава сложеност и препреке са којима се сусреће у подстицању колективне акције и праведне поделе терета међу нацијама у решавању хитних глобалних питања.

## Подстицај
Основни подстицај који генерише проблем слепог путника може се објаснити применом затвореникове дилеме у контексту доприноса јавном добру. Претпоставимо да две особе треба да поделе допринос за јавну услугу (као што је ватрогасна станица), при чему друштво има користи од њиховог доприноса. Према затворениковој дилеми, из резултата овог сценарија могу се извући одређени закључци:
- Ако обе стране донирају, обе то чине из свог џепа, а друштво има користи.
- Ако једна страна не плати (у нади да ће неко други то учинити), она постаје слепи путник, а друга ће морати да покрије трошак.
- Ако и друга страна одлучи да постане слепи путник и не плати, онда друштво нема никакву корист.... Ово показује да проблем слепог путника настаје због спремности појединаца да пусте друге да плате док они сами могу добити корист без трошка.[10] Ово је појачано економском теоријом рационалног избора, која наводи да људи доносе одлуке за које закључују да ће им пружити највећу корист. Стога, ако се услуга или ресурс нуде бесплатно, потрошач неће платити за њих.[11]

## Економски проблеми
Проблем слепог путника је проблем економске неефикасности када доводи до недовољне производње или прекомерне потрошње добра. На пример, када се људе пита колико вреднују одређено јавно добро, при чему се та вредност мери у смислу колико новца би били спремни да плате, њихова тенденција је да потцене своје процене. Добра која су подложна проблему слепог путника обично се карактеришу: немогућношћу искључивања оних који не плаћају, потрошња од стране једног појединца не утиче на доступност за друге, и тај ресурс мора бити произведен и/или одржаван. Заиста, ако се они који не плаћају могу искључити неким механизмом, добро се може трансформисати у клубско добро (нпр. ако се прекомерно коришћен, загушен јавни пут претвори у пут са наплатом путарине, или ако се бесплатни јавни музеј претвори у приватни музеј са наплатом улазница).
Слепи путници постају проблем када су неискључива добра такође и ривалска. Ова добра, категорисана као заједнички ресурси, карактеришу се прекомерном потрошњом када се не примењују режими заједничке својине. Не само да потрошачи добара у заједничкој својини могу имати користи без плаћања, већ потрошња од стране једног намеће опортунитетни трошак другима. Теорија 'трагедије заједничког' ово наглашава, у којој сваки потрошач делује тако да максимизује сопствену корисност и тиме се ослања на друге да смање сопствену потрошњу. Ово ће довести до прекомерне потрошње, па чак и могућег исцрпљивања или уништења добра. Ако превише људи почне да се понаша као слепи путници, систем или услуга на крају неће имати довољно ресурса за рад. Проблем слепог путника се јавља када производња добара не узима у обзир спољне трошкове, посебно коришћење услуга екосистема.
Пример овога су глобалне иницијативе за климатске промене. Пошто су климатске промене глобални проблем и не постоји глобални режим за управљање климом, користи од смањених емисија у једној земљи прошириће се изван граница те земље и утицати на земље широм света. Међутим, ово је резултирало тиме да неке земље делују у сопственом интересу, ограничавајући сопствене напоре и користећи рад других. У неким земљама, грађани и владе не желе да допринесу повезаним напорима и трошковима ублажавања, јер су у могућности да се „бесплатно возе“ на напорима других. Овај проблем слепог путника такође поставља питања у вези са правичношћу и етиком ових пракси, јер су земље које ће највероватније претрпети последице климатских промена такође оне које обично емитују најмање гасова стаклене баште и имају мање економских ресурса да допринесу напорима, као што је мала острвска држава Тувалу.
Теодор Гроувс и Џон Ледијард верују да Парето-оптимална расподела ресурса у вези са јавним добрима није компатибилна са основним подстицајима појединаца. Стога се, према већини научника, очекује да ће проблем слепог путника бити стални јавни проблем. На пример, Алберт О. Хиршман је веровао да је проблем слепог путника цикличан за капиталистичке економије. Хиршман сматра да је проблем слепог путника повезан са променљивим интересима људи. Када ниво стреса код појединаца на радном месту расте и многи се плаше губитка посла, они посвећују мање свог људског капитала јавној сфери. Када се јавне потребе тада повећају, разочарани потрошачи постају заинтересованији за пројекте колективне акције. То доводи до тога да се појединци организују у различите групе, а резултати су покушаји решавања јавних проблема. У ствари, ово преокреће замах проблема слепог путника. Активности које се често виде као трошкови у моделима усмереним на лични интерес, уместо тога се виде као користи за појединце који су претходно били незадовољни потрошачи тражећи своје приватне интересе.
Овај циклус ће се ресетовати јер, како рад појединаца за јавно добро постаје мање хваљен, ниво посвећености присталица пројектима колективне акције ће се смањивати. Са смањењем подршке, многи ће се вратити приватним интересима, што временом ресетује циклус. Присталице Хиршмановог модела инсистирају на томе да је важан фактор у мотивисању људи то што их позив лидера на алтруизам приморава. У инаугурационом говору Џона Ф. Кенедија, он је позвао амерички народ: „не питајте шта ваша земља може учинити за вас; питајте шта ви можете учинити за своју земљу.“ Неки економисти (на пример, Милтон Фридман) сматрају ове позиве на алтруизам бесмисленим. Научници попут Фридмана не мисле да је проблем слепог путника део непроменљивог врлог или зачараног круга, већ траже могућа решења или покушаје побољшања на другом месту.

## Отворене заједнице
Отворени стандарди, отворени код и отворени подаци су сада огроман део наше економије, и сви деле верзију овог проблема. Пропагирана од стране интернета, наша дигитална економија је олакшала копирање и дистрибуцију информација. Пројекти од оперативних система до система за управљање садржајем развијени су и одржавани од стране мале групе сарадника. У међувремену, много већи број појединаца, компанија и влада има користи. Ово се често дешава без признања, а камоли доприноса пројекту. Ова динамика је довела до забринутости за одрживост, јер се кључни одржаваоци суочавају са изгарањем и недовољним финансирањем упркос кључној инфраструктурној улози коју ова дигитална јавна добра играју. Научници и заговорници истакли су потребу за новим моделима — као што су јавно финансирање, корпоративни доприноси или подршка владиних институција.

## Економска и политичка решења

### Уговори о осигурању
Уговор о осигурању је уговор у којем учесници дају обавезујуће обећање да ће допринети изградњи јавног добра, под условом да се достигне кворум унапред одређене величине, у супротном се добро не обезбеђује и сви новчани доприноси се враћају.
Доминантни уговор о осигурању је варијација у којој предузетник креира уговор и враћа почетно обећање плус додатну суму новца ако кворум није достигнут. Предузетник профитира наплатом накнаде ако се кворум достигне и добро обезбеди. У смислу теорије игара, ово чини обећање да ће се изградити јавно добро доминантном стратегијом: најбољи потез је придржавати се уговора без обзира на поступке других.

### Коузово решење
Коузово решење, названо по економисти Роналду Коузу, предлаже да потенцијални корисници јавног добра могу преговарати како би удружили своје ресурсе и створили га, на основу спремности сваке стране да плати из сопственог интереса. Његов трактат, Проблем друштвеног трошка (1960), тврдио је да ако су трансакциони трошкови између потенцијалних корисника јавног добра ниски — да је потенцијалним корисницима лако да се пронађу и организују удруживање својих ресурса на основу вредности добра за сваког од њих — да би се јавна добра могла производити без владине акције.
Много касније, сам Коуз је написао да, иако је оно што је постало познато као Коузова теорема истраживало импликације нултих трансакционих трошкова, он је заправо намеравао да користи ову конструкцију као одскочну даску за разумевање стварног света позитивних трансакционих трошкова, корпорација, правних система и владиних акција:
Испитивао сам шта би се десило у свету у којем се претпоставља да су трансакциони трошкови нула. Мој циљ у томе није био да опишем какав би живот био у таквом свету, већ да пружим једноставно окружење у којем бих развио анализу и, што је још важније, да јасно покажем темељну улогу коју трансакциони трошкови играју, и треба да играју, у обликовању институција које чине економски систем.
Коуз је такође написао:
Свет нултих трансакционих трошкова често је описиван као Коузов свет. Ништа не може бити даље од истине. То је свет модерне економске теорије, свет који сам се надао да ћу убедити економисте да напусте. Оно што сам урадио у „Проблему друштвеног трошка“ било је једноставно да осветлим неке од његових особина. Тврдио сам да би у таквом свету алокација ресурса била независна од правног положаја, резултат који је Стиглер назвао „Коузова теорема“. 
Тако, док се чини да је сам Коуз сматрао „Коузову теорему“ и Коузова решења поједностављеним конструкцијама за коначно разматрање стварног света 20. века, са владама, законима и корпорацијама, ови концепти су постали везани за свет у којем су трансакциони трошкови били много нижи и владина интервенција би неупитно била мање потребна.

#### Прикупљање средстава
Мања алтернатива, посебно за информациона добра, јесте да произвођач одбије да пусти добро у јавност док се не испуни уплата за покривање трошкова. На пример, писац Стивен Кинг је 2000. године понудио свој роман The Plant у деловима, који су се могли преузети са његовог веб-сајта. Он је поставио услов да неће објавити наредна поглавља уколико барем 75% читалаца који преузму поглавље не плате по 1 долар, али је касније обуставио пројекат јер уплате нису достигле тај праг.
Понекад названа држање за откуп, ова метода производње јавних добара је модерна примена протокола уличног извођача. За разлику од уговора о осигурању, њен успех се у великој мери ослања на друштвене норме како би се осигурало (до одређене мере) да се праг достигне и да делимични доприноси не буду изгубљени.
Једно од најчистијих Коузових решења данас је феномен интернетског групног финансирања (енгл. crowdfunding). У овом моделу, правила се спроводе помоћу компјутерских алгоритама и правних уговора, као и друштвеног притиска. На пример, на платформи Кикстартер, сваки подржавалац ауторизује трансакцију кредитном картицом како би купио нови производ или добио друге обећане бенефиције, али се новац не наплаћује док се не достигне унапред дефинисани циљ финансирања, по принципу „све или ништа”. Пошто аутоматизација и интернет значајно смањују трансакционе трошкове за удруживање ресурса, пројекти са циљевима од свега неколико стотина долара често се финансирају на овај начин, што је далеко испод трошкова тражења традиционалних инвеститора.

### Увођење механизма искључивања (клубска добра)
Друго решење, које се развило за информациона добра, јесте увођење механизама искључивања који претварају јавна добра у клубска добра. Један познати пример су закони о ауторским правима и патентима. Ови закони, који су у 20. веку постали познати као закони о интелектуалној својини, покушавају да уклоне природну неискључивост забраном репродукције добра. Иако могу решити проблем слепог путника, недостатак ових закона је што имплицирају приватну монополску моћ и стога нису Парето-оптимални.
На пример, у Сједињеним Државама, патентна права дата фармацеутским компанијама подстичу их да наплаћују високе цене (изнад маргиналног трошка) и да се рекламирају како би убедили пацијенте да наговоре своје лекаре да им преписују лекове. Исто тако, ауторско право пружа подстицај издавачима да повуку старија дела из штампе како не би канибализовали приход од новијих дела. Пример из индустрије забаве је продајна пракса „трезора“ компаније Walt Disney Studios Home Entertainment, а пример из технолошке индустрије је одлука Мајкрософта да повуче Windows XP са тржишта средином 2008. како би повећао приход од широко критикованог оперативног система Windows Vista.
Закони о интелектуалној својини такође подстичу власнике патената и ауторских права да туже чак и благе имитаторе на суду и да лобирају за продужење трајања ексклузивних права у облику тражења ренте.
Ови проблеми са механизмом клубских добара настају зато што је основни маргинални трошак давања добра већем броју људи низак или нула, али због ограничења дискриминације цена, они који нису спремни или у стању да плате цену која максимизује профит не добијају приступ добру. Ако трошкови механизма искључивања нису већи од добити од сарадње, клубска добра могу настати природно. Џејмс М. Бјукенан је у свом семенском раду показао да клубови могу бити ефикасна алтернатива владиним интервенцијама.
С друге стране, неефикасност и неправедност искључивања код клубских добара понекад узрокују да се потенцијално искључива клубска добра третирају као јавна добра, а њихова производња финансира неким другим механизмом. Ово објашњава зашто се многа таква добра, често позната као социјална добра, често пружају или субвенционишу од стране влада, задруга или волонтерских удружења, уместо да се препусте предузетницима оријентисаним на профит.
Јозеф Шумпетер је тврдио да ће „вишак профита“ (или профит изнад нормалног профита) генерисан монополом ауторских права или патената привући конкуренте који ће направити технолошке иновације и тиме окончати монопол. Ово је континуирани процес који се назива „Шумпетеровска креативна деструкција“, а његова применљивост на различите врсте јавних добара је извор одређених контроверзи. Присталице теорије указују на случајеве као што је Мајкрософтов, који је повећавао своје цене (или смањивао квалитет својих производа), предвиђајући да ће ове праксе учинити повећање тржишног удела за Линукс и Епл у великој мери неизбежним.
Нација се може сматрати сродном клубу чији су чланови њени грађани. Влада би тада била менаџер овог клуба. Ово се даље проучава у теорији државе.

### Неалтруистичке друштвене санкције (режими заједничке својине)
Често на основу теорије игара, експериментална литература сугерише да се ситуације са слепим путницима могу побољшати без икакве државне интервенције мерењем ефеката различитих облика друштвених санкција. Кажњавање међу вршњацима, то јест, када чланови санкционишу друге чланове који не доприносе заједничком ресурсу наношењем трошка „слепим путницима“, сматра се довољним за успостављање и одржавање сарадње.
Друштвене акције коштају онога ко кажњава, што обесхрабрује појединце да предузимају акције кажњавања слепог путника. Стога, они који кажњавају често треба да буду награђени за спровођење казне како би се ресурс ефикасно управљао. За разлику од затвореникове дилеме где је затвореницима забрањено да комуницирају и праве стратегије, људи се могу удружити како би формирали „режиме заједничке својине“ у којима група процењује трошкове и користи награђивања појединаца за санкционисање слепих путника. Све док користи од очувања ресурса превазилазе трошкове комуникације и спровођења, чланови често надокнађују онима који кажњавају за санкционисање слепих путника. Иако исход није Парето-оптималан, јер група има додатни трошак плаћања за спровођење, често је мање скуп од допуштања да се ресурс исцрпи. У граничном случају, где се трошкови преговарања и спровођења приближавају нули, поставка постаје Коузова, јер се решење приближава Парето-оптималном решењу... И кажњавање и регулација од стране државе релативно лоше функционишу у условима несавршених информација, где људи не могу посматрати понашање других.
 Често режими заједничке својине које чланови успостављају преговарањем имају више информација о специфичном заједничком ресурсу којим управљају него аутсајдери. Из тог разлога, и зато што режими заједничке својине могу избећи проблем принципал-агент, специфично локално знање унутар режима заједничке својине обично им омогућава да надмаше регулативе које су осмислили спољни технички стручњаци. Ипак, најбољи резултати се обично постижу када се људи у режимима заједничке својине консултују са владама и техничким стручњацима приликом одлучивања о правилима и дизајну своје фирме, чиме се комбинује локално и техничко знање.

## Алтруистичка решења

### Друштвене норме
Психолошки, људи се суштински сматрају слепим путницима од стране других само када узимају користи и ускраћују доприносе. Иако су слепи путници препознати у свим културама, степен толеранције који доживљавају и методе поступања са њима варирају због културних разлика. Утицај друштвених норми на проблем слепог путника разликује се између културних контекста, што може довести до варијација у резултатима истраживања о овом проблему када се примењују међукултурално. Међутим, сматра се да утицај друштвених норми на приватно и добровољно обезбеђена јавна добра има одређени ниво ефекта на проблем слепог путника у многим контекстима. На пример, друштвено санкционисање је норма сама по себи која има висок степен универзалности. Циљ многих истраживања на тему друштвеног санкционисања и његовог утицаја на проблем слепог путника је да објасне алтруистичку мотивацију која се примећује у различитим друштвима.
Проблем слепог путника се често посматра само у смислу позитивних и негативних екстерналија које осећа јавност. Утицај друштвених норми на акције и мотивације везане за алтруизам често се потцењује у економским решењима и моделима из којих су изведени.

### Алтруистичке друштвене санкције
Док се неалтруистичке друштвене санкције јављају када људи успостављају режиме заједничке својине, људи понекад кажњавају слепе путнике чак и без награде. Тачна природа мотивације остаје да се истражи. Да ли скупо кажњавање може објаснити сарадњу је спорно. Новија истраживања показују да је скупо кажњавање мање ефикасно у стварним окружењима.
Друга истраживања показују да се друштвене санкције не могу генерализовати као стратешке у контексту јавних добара. Преференције између тајних санкција и стандардних санкција према слепим путницима нису се значајно разликовале. Уместо тога, неки појединци су преферирали да санкционишу друге без обзира на тајност. Друга истраживања заснована на налазима бихевиоралне економије показују да су у дилематичној игри донација донатори мотивисани страхом од губитка. У игри, депозити донатора су враћени само ако су донатори увек кажњавали слепе путнике и необавезивање међу другим појединцима. Кажњавање групе, у којем сви губе свој депозит ако један донатор не казни слепог путника, дало је стабилније резултате од кажњавања без разматрања консензуса групе. Индивидуално кажњавање међу вршњацима довело је до мање доследно примењених друштвених санкција. Иако је ово истраживање експерименталне природе, може се показати колективно корисним када се примени у одлукама јавне политике које имају за циљ побољшање проблема слепог путника у друштву.